# 亚洲公路83号线
亚洲公路83号线（英語：Asian Highway 83），编号為，是亞洲公路網系統中一条全长172公里的公路，从阿塞拜疆的哈萨克，至亚美尼亚的埃里温。

## 阿塞拜疆
- R23 R23号公路: 哈萨克 - Bala Cəfərli（英语：Bala Cəfərli）

## 亚美尼亚
- Մ 4 M4号公路: 帕拉瓦卡尔 - 埃里温